# Gomenasai
Gomenasai – trzeci (po All About Us i Friend or Foe) singel duetu t.A.T.u. promujący album Dangerous and Moving. W większości krajów europejskich został wydany w maju 2006 r. Gomenasai posiada dwa oficjalne teledyski - jeden w wersji anime, drugi fabularny. 

## Tekst
Gomenasai (błędnie w nawiązaniu do jap. ごめんなさい; rōmaji gomen nasai; pol. przepraszam) – według niektórych wersji piosenka skierowana jest do japońskich fanów zespołu, których wokalistki przepraszają za odwołane wizyty w tym kraju. Początkowo jedna z członkiń duetu, Julia Wołkowa, nie miała zamiaru śpiewać utworu, gdyż nie podobały jej się słowa do Gomenasai. Po namowach producentów zmieniła zdanie.

## Wideoklipy

### Animowany
W teledysku widzimy Julię Wołkową, która postanawia uratować swoją przyjaciółkę Lenę Katinę z więzienia, w którym jest przetrzymywana. Wykonanie zadania starają się uniemożliwić jej nowoczesne roboty, które rozpoczynają za nią pościg. Julii udaje się przechytrzyć złe maszyny i ostatecznie ratuje Lenę. 
W marcu i kwietniu 2005 roku część europejskich telewizji emitowała na swoich antenach właśnie tę wersję Gomenasai, wśród nich były także polskie stacje. 

### Fabularny
Właściwy klip do piosenki został nagrany w połowie marca w ogrodzie botanicznym w Los Angeles. Telewizje rozpoczęły emisję widea w drugiej połowie kwietnia 2006 r. Powstawanie klipu zostało nagrane i wykorzystane w programie t.A.T.u Expedition emitowanym przez rosyjską telewizję.

## Wpływ na innych twórców
Główny motyw muzyczny z utworu Gomenasai został wykorzystany w piosence grupy Flipsyde pt. Happy Birthday. Dodatkowo wokalistki t.A.T.u., Julia Wołkowa i Lena Katina, śpiewają w niej refren. Mimo to żadna z członkiń duetu nie pojawiła się w wideoklipie Flipsyde i tylko nieliczne stacje telewizyjne podczas emisji Happy Birthday wyświetlały informacje o współudziale t.A.T.u. przez co utwór często przypisywany jest wyłącznie kalifornijskiemu zespołowi.
W związku z tym, że Gomenasai wyszło później od Happy Birthday pojawiły się też błędne oskarżenia internautów o plagiat dokonany przez t.A.T.u. 

## Spis utworów

### Europa
Maxi CD-Single - 12 maja 2006
1. Gomenasai
2. Cosmos (She Wants Revenge Remix)
3. Craving (I Only Want What I Can't Have) (Bollywood Mix)
4. Gomenasai (Video)

2-Track Edition
1. Gomenasai
2. Cosmos (She Wants Revenge Remix)

## Remiksy utworu
- Gomenasai (Dave Aude Extension 119 Club Vocal) (8:23)
- Gomenasai (Dave Aude Extension 119 Club Dub) (8:21)
- Gomenasai (Dave Aude Extension 119 Club Edit) (4:30)
- Gomenasai (Dave Aude Mixshow) (6:23)
- Gomenasai (Exacta Extended Club Mix) (7:32)
- Gomenasai (Exacta Mix) (4:50)
- Gomenasai (Video Remix) (4:02)

## Notowania
| Główne listy                        | Pozycja |
| Austria                             | 47      |
| Europa - Billboard Top 100          | 59      |
| Japonia - Tokio Hot 100             | 25      |
| Łotwa                               | 11      |
| Niemcy                              | 30      |
| Polska                              | 3       |
| Rosja - Airplay Chart               | 75      |
| Tajwan - Top 10                     | 2       |
| World Chart Show - światowy airplay | 22      |
| Pozostałe listy                     |         |
| Niemcy - podsumowanie roku 2006     | 306     |
| Teledyski.Interia.pl                | 1       |
| RMF FM - Poplista                   | 3       |
| VIVA Polska - Chartsurfer           | 10      |